# Министерство налогообложения Дании
Налоговое министерство Дании ответственно за разработку новых законов в отношении налогов, утверждаемых Фолькетингом.

## Министры
- Свен Якобсен 1975-1977
- Йенс Кампманн 1977-1978
- Андерс Андерсен 1978-1979
- Карл Хёртнас 1979-1981
- Могенс Люккетофт 1981-1982
- Иси Фойгхель 1982-1987
- Андерс Фог Расмуссен 1987-1992
- Петр Брикстофте 1992-1993
- Оле Ставад 1993-1994
- Карстен Кох 1994-1998
- Оле Ставад 1998-2000
- Фроде Серенсен 2000-2001
- Свен Эрик Ховманд 2001-2004
- Кристиан Йенсен 2004-2010
- Лунд Поульсен Троелс 2010-2011
- Питер Кристенсен 2011-2011
- Тор Педерсен Могер 2011 -